# 劉紀文
劉 紀文（りゅう きぶん、1890年10月19日〈光緒16年9月初6日〉 - 1957年4月12日）は、中華民国（台湾）の政治家。中国国民党（国民政府）で主に財務・会計を担当した人物で、胡漢民・孫科ら広東派の一員でもあった。字は兆銘、兆鎔。

## 事跡

### 清末民初の活動
1910年（宣統2年）、広州起義に参加し、同年に中国同盟会に加入した。1912年（民国元年）、日本に留学し、1914年に中華革命党が成立すると、総務部幹事を務めた。同年、早稲田大学に入学し、1917年に卒業している。
帰国後は上海で中華革命党事務所で財務を担当し、同年9月、広東軍政府財政部検事、広東省金庫監理、広州市審計処処長などを務めた。1920年（民国9年）、陸軍部軍需司司長となり、1923年（民国11年）3月、広東大本営審計局局長兼金庫長となった。その後、大本営軍需処処長に転じ、さらに欧州へ経済状況の視察に赴き、ロンドン・スクール・オブ・エコノミクスで2年、ケンブリッジ大学で1年、それぞれ経済学を研究している。

### 広州国民政府への参加
1926年に帰国し、7月、広東省政府委員兼農工庁庁長に任ぜられた。同年、国民革命軍総司令部軍需処処長に転じる。1927年（民国16年）5月、南京市長に抜擢されたが、同年8月に早くも辞任した。9月、蔣介石に随従して日本に赴き、11月に帰国している。1928年（民国17年）5月、国民革命軍経理処処長に任ぜられ、7月、南京市長に返り咲いた。同年中に軍事委員会軍医監理委員、営防設計委員、国民政府建設委員会員などを歴任している。
1929年（民国18年）3月、中国国民党第3期中央執行委員、賑災委員会常務委員となる。同年6月に総理陵園管理委員会常務委員、7月に首都建設委員会秘書長となり、さらに年内には国民党総理奉安委員会布置組主任、国民党南京市党部執行委員兼常務委員を歴任した。南京特別市長には1930年（民国19年）4月まで在任し、その後、財政部江海関監督に転じている。
1931年（民国20年）2月、国民党元老で広東派の胡漢民が蔣介石に軟禁される事件が起きる。劉紀文は汪兆銘（汪精衛）・孫科・古応芬らに従い、反蔣の広州国民政府に参加、政務委員に任じられた。夏には、広州側の外交部長陳友仁と共に訪日し、外相幣原喜重郎と満洲国問題や日中関係について会談している。その後、満州事変の勃発と共に各派大同団結がなり、12月、劉は国民党第4期中央執行委員、革命債務調査委員会委員となる。翌1932年（民国21年）には、広州市長に任命された。1934年（民国23年）、広州市党部執行委員兼常務委員となり、その翌年11月には第5期中央執行委員に再選された。

### 日中戦争以降
1937年（民国26年）2月、国民政府審計部政務次長に任ぜられる。日中戦争期間中は陪都建設計画委員、特種考試典試委員長なども歴任した。1945年（民国34年）5月、第6期中央執行委員に再選される。戦後は1947年冬に第1期国民大会代表に選出された。1949年（民国38年）、いったん日本に亡命したが、まもなく台湾に移り、総統府国策顧問に任ぜられている。1954年（民国43年）7月、光復大陸設計研究委員会委員となった。
1957年（民国46年）4月12日、カリフォルニア州ロサンゼルスにて病没。享年68（満66歳）。

## 注
1. ↑  徐友春主編『民国人物大辞典 増訂版』2485頁、劉国銘主編『中国国民党百年人物全書』482頁による。『最新支那要人伝』211頁、Who's Who in China 4th ed.,p.271は法政大学としている。
2. ↑  徐同上、劉同上による。『最新支那要人伝』211頁とWho's Who in China 4th ed.,p.271は、ロンドン大学としている。